# Aéroport international La Aurora
Pour les articles homonymes, voir GUA.
L'aéroport international La Aurora (code IATA : GUA • code OACI : MGGT) est un aéroport domestique et international desservant la ville de Guatemala (en espagnol Ciudad de Guatemala, officiellement La Nueva Guatemala de la Asunción) capitale du Guatemala, pays d'Amérique centrale.

## Situation
L'aéroport est situé à 6 km au sud du centre de la ville de Guatemala.
| Puerto Barrios Flores Guatemala Quetzaltenango |

## Compagnies et destinations
| Compagnies                       | Destinations |
| -------------------------------- | --- |
| Aeroméxico                       | Mexico-B. Juárez |
| Aeroméxico Connect               | Mexico-B. Juárez |
| American Airlines                | Dallas-Fort Worth, Miami En saison : Chicago-O'Hare |
| ARM Aviacion                     | Flores-Monde Maya, Huehuetenango Charter : Copan, Palenque, Roatán-J. M. Gálvez |
| Avianca                          | Bogota-El Dorado |
| Avianca Costa Rica               | San José-J. Santamaría |
| Avianca El Salvador              | Los Angeles, Miami, San Salvador-M. O. A. Romero y Galdámez |
| Avianca Guatemala                | Flores-Monde Maya, Managua, San José-J. Santamaría |
| Avianca Honduras                 | San Pedro Sula-R. V. Morales |
| Copa Airlines                    | Managua, Panama-Tocumen, San José-J. Santamaría |
| Copa Airlines Colombia           | Panama-Tocumen |
| Delta Air Lines                  | Atlanta H.-Jackson, Los Angeles |
| Frontier Airlines                | Miami, Ontario |
| JetBlue                          | New York-John F. Kennedy |
| Iberia                           | Madrid-Barajas |
| Interjet                         | Mexico-B. Juárez |
| Spirit Airlines                  | Fort Lauderdale-Hollywood, Houston-George Bush, Orlando |
| Transportes Aereos Guatemaltecos | Belize City-P. S. W. Goldson, Cancún, Flores-Monde Maya, Puerto Barrios, Roatán-J. M. Gálvez, San Pedro Sula-R. V. Morales, San Salvador-M. O. A. Romero y Galdámez, Tegucigalpa-Toncontín |
| Tropic Air                       | Belize City-P. S. W. Goldson |
| United Airlines                  | Houston-George Bush, Newark-Liberty En saison : Washington-Dulles |
| Volaris                          | Cancún |
| Volaris Costa Rica               | Los Angeles, Mexico-B. Juárez, San José-J. Santamaría, San Salvador-M. O. A. Romero y Galdámez                                                                                             |

Édité le 20/03/2020

## Statistiques
Le graphique qui aurait dû être présenté ici ne peut pas être affiché car il utilise l'ancienne extension Graph, désactivée pour des questions de sécurité. Des indications pour créer un nouveau graphique avec la nouvelle extension Chart sont disponibles ici.

Voir la requête brute et les sources sur Wikidata.